# Соцгородское муниципальное образование
Соцгородокское муниципальное образование — муниципальное образование со статусом сельского поселения в Нижнеилимском районе Иркутской области России. Административный центр — посёлок Соцгородок.

## Демография
По результатам Всероссийской переписи населения 2010 года численность населения муниципального образования составила 645 человек, в том числе 304 мужчины и 341 женщина.

## Населённые пункты
В состав муниципального образования входят населённые пункты
- Соцгородок
- Участок Сохатый